# Polygram
Polygram (Eigenschreibweise PolyGram) war ein Medienkonzern, der 1971 aus der Deutschen Grammophon Gesellschaft (DGG) und Philips Phonographische Industrie (PPI) entstand.

## Geschichte
Bereits 1962 gründeten die Philips-Tochter Philips Phonographische Industrie N.V. (PPI) und die Siemens-Tochter Deutsche Grammophon Gesellschaft (DGG) die Gramophon-Philips Group (GPG), wobei Philips 50 Prozent an DGG und im Gegenzug Siemens 50 Prozent an PPI übernahm. Die beiden Unternehmen wurden 1972 zu PolyGram fusioniert, einer Holdinggesellschaft mit den Tochtergesellschaften Polydor International (Hamburg), die die Aufgaben der DGG weitgehend übernahm, und Phonogram International im niederländischen Baarn, an welcher die Muttergesellschaften Philips und Siemens zu je 50 Prozent beteiligt waren.

## Label
PolyGram-Label waren unter anderem: Archiv Produktion, Brunswick Records, Casablanca Records, Decca Records (ab 1979), Fontana Records, Karussell, Mercury Records, Polydor, Polystar, Vertigo Records, Verve Records, seit Anfang der 1990er-Jahre auch Polar Music.
Zur PolyGram Holding gehörte ferner zu 100 % die Polygram Songs Musikverlag GmbH. Nach dem Verkauf der Musikverlage Chappell und Intersong (1984) gründete Polygram 1986 unter der Leitung von Michael Kramer als Geschäftsführer den Musikverlag. Die gesamte PolyGram Holding als auch Polygram Songs und Polygram Music Publishing gingen 1998 in der Universal Music Group auf.